# روجر شابمان
روجر شابمان (بالإنجليزية: Roger Chapman)‏ هو مغني وكاتب أغاني وموسيقي بريطاني، ولد في 8 أبريل 1942 في ليستر في المملكة المتحدة.

## وصلات خارجية
- الموقع الرسمي
- روجر شابمان على موقع IMDb (الإنجليزية)
- روجر شابمان على موقع ميوزك برينز (الإنجليزية)
- روجر شابمان على موقع أول ميوزيك (الإنجليزية)
- روجر شابمان على موقع ديسكوغز (الإنجليزية)